# Boones
Il boones (in greco antico: βοώνης?, boónes) nell'antica Atene era il magistrato incaricato di acquistare i buoi per sacrifici pubblici e le feste.
I boonai, che venivano eletti dall'Ecclesia, sono citati da Demostene assieme agli hieropoioi. Libanio li nomina assieme ai sitonai, agli strateghi e agli ambasciatori. Molte iscrizioni ricordano i versamenti effettuati dai boonai nelle casse dello Stato: consegnavano il denaro ricavato dalla vendita degli animali sacrificati, detto dermatikon (in greco antico: δερματικόν?).